# Jorge Pedro Busti
Jorge Pedro Busti (Concordia, 18 de octubre de 1947-Buenos Aires, 20 de diciembre de 2021) fue un político y abogado argentino del Partido Justicialista. Fue gobernador de la provincia de Entre Ríos en tres períodos: 1987-1991, 1995-1999 y 2003-2007 antes de que existiera la cláusula de reelección; y dos veces intendente de la ciudad de Concordia: 1983-1987 y 1991-1995. También presidió la Convención Constituyente que reformó la Constitución de Entre Ríos en el año 2008 y fue vicepresidente 1.° del Congreso del Partido Justicialista a nivel nacional.

## Biografía

### Comienzos
Mientras realizaba sus estudios universitarios de abogado en la Universidad Nacional de Córdoba, residió en el Colegio Mayor Universitario "José Manuel Estrada" el cual le acompañó en su proceso de formación humana y profesional, también militó en las filas del integralismo en la ciudad de Córdoba. Junto a José Manuel de la Sota también se sumó a la Agrupación de Abogados Peronistas, en la que se dedicaban a sacar de las comisarías y los cuarteles a militantes peronistas presos por sus actividades proselitistas.
En 1975 regresó a Concordia y fue detenido por el gobierno militar debido a su relación con la Tendencia Revolucionaria. Tras el retorno de la democracia en 1983, y tras ganar la interna del peronismo, es electo intendente de la ciudad de Concordia.

### Gobernador de Entre Ríos

#### Primer mandato (1987-1991)
En 1987 se convierte en gobernador de la provincia de Entre Ríos, tras derrotar al candidato radical, Augusto Laferriere con un 48,98 % de los votos. Durante este mandato se logró el abastecimiento de gas natural de la provincia. Esto fue gracias la obra del gasoducto subfluvial Aldao-Aldrea Brasilera que permitió transportar gas desde Santa Fe a Entre Ríos. También se realizó un proyecto de distribución de gas en Paraná, que significó 300 km de red.
Propició una jerarquización del área de salud al convertirla de subsecretaría a secretaría y crear nuevas dependencias como las drecciones de Salud Mental, Recursos Humanos y Emergencias Sanitarias. Además se implementó el servicio de Guardias Activas y se terminaron 134 obras, dejando otras 67 en ejecución.
En 1989 impulsó que los restos de Ricardo López Jordán fueran repatriados a Entre Ríos y depositados provisoriamente en el panteón de la familia Pérez Colman en Paraná hasta que el 29 de noviembre de 1995 fueron trasladados hasta un mausoleo erigido en la plaza Carbó de Paraná.
En el área de seguridad incrementó el presupuesto en un 33 %, lo que se usó para incorporar a 600 nuevos agentes de policía. Además se crearon nuevos juzgados de instrucción en Paraná, Concordia, Federación, Federal y Chajarí.
En 1991 privatizó el Frigorífico Santa Elena, que se encontraba en el pueblo del mismo nombre a orillas del río Paraná. Este frigorífico fue creado en 1871 y llegó a convertirse en uno de los más grandes del país. Sus primero dueños fueron ingleses, luego a pasó a manos de empresarios santafesinos y en 1984 había sido estatizado por el gobierno de Sergio Montiel. El frigorífico cerró en 1993, 18 meses después de su privatización, lo que significó que el desempleo en el pueblo trepara al 90 %.
En 1991, tras la finalización de su primer mandato como gobernador, vuelve a ser electo intendente de Concordia.  Posteriormente fue Convencional Constituyente en la reforma de 1994 y ministro de Gobierno en la intervención federal a Santiago del Estero encabezada por Juan Schiaretti.

#### Segundo mandato (1995-1999)
En 1995 inició su segundo mandato como gobernador, luego de derrotar a Sergio Montiel al conseguir un 47,46 % de los votos. Héctor Alanis lo acompañó como vicegobernador, lo que también le significó el rol de presidente del senado provincial.
En mayo de 1996 privatizó la Empresa Provincial de Electricidad de Entre Ríos (EPEER), que pasó a manos de una empresa estadounidense y fue renombrada como EDEERSA.
Durante este mandato se concretó la Defensa Sur de Concordia con el objetivo de evitar las inundaciones en el sur de la ciudad.
Entre 1999 y 2003 se desempeña como legislador, primero como diputado nacional y luego como senador.

#### Tercer mandato (2003-2007)
En 2003 ganó nuevamente la elección para gobernador con un 44,63 % de los votos, convirtiéndose así en el primer gobernador electo en tres oportunidades en la historia de Entre Ríos. 
En lo económico su principal medida fue sacar de circulación los bonos federales que el estado provincial había emitido durante el Gobierno de Sergio Montiel. En diciembre de 2004 aplicó un revalúo de las tierras que implicó un aumento promedio del Impuesto Inmobiliario Rural del 26 %, llegando al 70 % en algunos casos.
En junio de 2005 tomó estado público que 45 toneladas de alimentos destinados a ayuda social se habían dejado vencer y posteriormente quemado en instalaciones del Ejército Argentino. Al mes siguiente se abrió una causa judicial tras una presentación de la diputada Lucy Grimalt. En enero de 2007 la ministra de Salud y Acción Social fue sobreseída por esta causa.
En 2005 comienza un conflicto entre los pobladores de la ciudad de Gualeguaychú y el Gobierno uruguayo debido a la autorización de este último para construir dos plantas de pasta de celulosa sobre las aguas binacionales del río Uruguay. En abril de ese año se organizó la Asamblea Ciudadana Ambiental de Gualeguaychú que desarrolla una acción permanente y masiva de oposición a la instalación de ambas plantas, principalmente mediante el bloqueo de los puentes sobre el río Uruguay. Busti, quien durante su primer mandato había llevado adelante tratativas con empresas multinacionales de la celulosa para la instalación de plantas, luego de este conflicto se mantuvo contrario a esta posición.

#### Gabinete de Gobierno
| Ministerios del Gobierno de Jorge Pedro Busti        | Ministerios del Gobierno de Jorge Pedro Busti | Ministerios del Gobierno de Jorge Pedro Busti                                                       |
| Cartera                                              | Titular                                       | Período                                                                                             |
| ---------------------------------------------------- | --------------------------------------------- | --------------------------------------------------------------------------------------------------- |
| Ministerio de Gobierno, Obras y Servicios Públicos   | Sergio Urribarri                              | diciembre de 2003 - 2006                                                                            |
| Ministerio de Economía                               | Diego Valiero                                 | diciembre de 2003 - diciembre de 2007                                                               |
| Ministerio de Salud y Acción Social                  | Graciela Degani Gustavo Bordet                | diciembre de 2003 - diciembre de 2007                                                               |
| Secretaría de Justicia, Seguridad y Derechos Humanos | José Carlos Halle                             | diciembre de 2003 - diciembre de 2007                                                               |
| Secretaría Legal y Técnica                           | José Gervasio Laporte                         | 10 de diciembre de 2003 - 10 de diciembre de 2007 29 de diciembre de 1995 - 10 de diciembre de 1999 |
| Secretaría de Obras y Servicios Públicos             | Francisco Taibi                               | diciembre de 2003 - diciembre de 2007                                                               |

### Años siguientes
Tras la finalización de su período el 11 de diciembre de 2007, apoya a Sergio Urribarri, su ministro como candidato del partido en las elecciones. En las elecciones del 18 de marzo de 2007 encabezó las listas de diputados provinciales del Partido Justicialista resultando electo para el período 2007-2011. Al asumir su cargo fue designado por sus pares como presidente de la Cámara de Diputados de la provincia. Poco después de finalizar su mandato en el año 2008 preside la Asamblea Constituyente formada para realizar una reforma a la Constitución de la Provincia de Entre Ríos. En esta reforma se habilitó por primera vez la reelección del gobernador en la provincia.
En los años sucesivos, se distanció del Frente para la Victoria y del gobernador electo Sergio Urribarri, a quien había impulsado en un primer momento. En las elecciones de 2011 compitió con Urribarri, quien se presentaba a la reelección y obtuvo un tercer puesto con un 18 % de los votos. En el año 2015 apoyó al candidato presidencial Sergio Massa.
En sus últimos años, promovió una nueva generación de jóvenes cuadros políticos y conduce el partido Frente Entrerriano Federal, que apoya la gestión del gobernador peronista Gustavo Bordet. Durante 2019 y 2020 ha promovido la revalorización histórica del caudillo entrerriano Francisco Ramírez y acaba de editar un libro en conjunto con otros autores, en el que rescatan la vida, obra y legado del llamado «Supremo Entrerriano». 

### Vida personal
Su esposa, Cristina Cremer de Busti, también se desempeña en la política, ocupando una banca en la Cámara de Diputados de la Nación hasta el año 2017. Además, tiene tres hijos: Pablo, Florencia y Patricio. 

## Obras
- El caso Bussi: El voto popular y las violaciones a los derechos humanos. Buenos Aires: Imprenta del Congreso de la Nación, 2002.
- La hora de la verdad. Paraná: Grafinor, 2003.
- Francisco Ramírez: 200 años de identidad entrerriana. Santa Fe: Imprenta Acosta, 2020.